# Bellerive (Tasmanien)
Bellerive ist ein Vorort von Hobart im Südosten des australischen Bundesstaates Tasmanien mit 4507 Einwohnern (Stand 2016).

## Lage
Er liegt ca. 5 km östlich des Stadtzentrums auf dem Ostufer des Derwent River und gehört zur Local Government Area Clarence City. Die Vorstadt erstreckt sich von der Kangaroo Bay, wo sie an Rosny grenzt, um die geschwungene Küstenlinie der Bellerive Esplanade herum bis zum Kangaroo Bluff, dann den Bellerive Beach hinunter und östlich bis zum Second Bluff, wo sie an Howrah grenzt. Im Norden endet Bellerive an den niedrigen Hügeln des Waverly Flora Park.

## Geschichte
Bellerive wurde in den 1820er-Jahren erstmals besiedelt und hieß damals Kangaroo Point, da an der Küste stets viele Kängurus zu sehen waren. Noch vor dieser Zeit gab es eine Fähre von Hobart aus, die regelmäßig in dieser Gegend anlegte. Nachdem die ersten Siedler sich niedergelassen hatten, entwickelte sich das Gemeinwesen schnell. Bald gab es Straßen zu den Farmen der Clarence Plains, nach Rokeby, zum Coal River nach Richmond und nach Hollow Tree in Cambridge. Seit den 1830er-Jahren hieß die Siedlung Bellerive (dt.: schönes Ufer), und viele Boote querten täglich den Derwent River nach Sullivans Cove auf der anderen Flussseite.

### Historische Gebäude
Das Gebiet um den Bellerive Quay und die Promenade hat fast schon Dorfcharakter. Es gibt dort viele historische Gebäude, von denen einige vom Anfang des 19. Jahrhunderts stammen. Das Clarence Hotel – erbaut 1879 – war lange sowohl ein Treffpunkt der Gesellschaft als auch ein Warteraum für die Passagiere der Fähre. Das alte Postamt aus dem Jahre 1897 beherbergt heute das Sound Preservation Museum und die Genealogische Gesellschaft von Tasmanien. Am Ende des Kangaroo Bluff befindet sich ein britisches Fort von 1885 namens Kangaroo Battery, heute ein öffentlicher Park.
Eines der ältesten noch existierenden Gebäude in Bellerive ist die alte Polizeistation von 1842. Sie wurde aus in der Gegend gebrochenem Sandstein gebaut, ist heute noch größtenteils original erhalten und besitzt noch eine der ersten Gefängniszellen. Die anderen Zellen aus Schalbrettern gibt es auch noch. Über die Jahre wurde die Polizeistation für viele Zwecke genutzt, sie diente als Versammlungsort für den Stadtrat, als Stadtbücherei, als Hauptquartier der Kriminalpolizei und heute als Kunstgalerie.
Eines der großartigsten historischen Privatgebäude ist das Natone House. Es entstand 1863 für den Richter aus Hobart, Sir Valentine Fleming. Er verkaufte es 1873 an James O'May, einen Pionier des Fährenwesens in Hobart. Er ließ das Haus um ein Rückgebäude und eine schöne Veranda erweitern. Heute steht es auf der Liste der australischen Denkmäler.
Von 1892 bis 1926 betrieb die Bellerive-Sorell Railway ihren Endbahnhof auf einem langgestreckten Kai, der bis in die Bucht reichte. Heute ist dieser Kai Teil der Promenade.

## Sport und öffentliche Einrichtungen
Am bekanntesten ist Bellerive für sein Cricketstadion von internationalem Rang, das Bellerive Oval. Segelfreunde finden im Bellerive Yacht Club, der einen Jachthafen am Bellerive Quay besitzt, ihre Heimat. Auch ist Bellerive der östliche Haltepunkt der Fähre nach Hobart.